# Jonathan Martin
Jonathan Martin (Pittsburgh, 19 agosto 1989) è un giocatore di football americano statunitense che gioca nel ruolo di offensive tackle per i San Francisco 49ers della National Football League. Fu scelto nel corso del secondo giro (42º assoluto) del Draft NFL 2012 dai Miami Dolphins. Al college ha giocato a football a Stanford.

## Carriera professionistica

### Miami Dolphins
Il 3 gennaio 2012, Martin annunciò la sua eleggibilità per il Draft NFL 2012. Egli fu classificato al terzo posto tra i migliori prospetti tra i tackle disponibili nel Draft dopo Matt Kalil e Riley Reiff. Il 27 aprile 2012, Martin fu scelto nel corso del secondo giro, come 42º assoluto, dai Miami Dolphins. Il 29 maggio firmò un contratto di 4 anni con la franchigia. Nel suo anno da rookie disputò come titolare tutte le 16 gare della stagione. L'anno successivo fu la vittima di una torbida storia di bullismo da parte del compagno di squadra Richie Incognito.

### San Francisco 49ers
L'11 marzo 2014, Martin fu scambiato coi San Francisco 49ers in cambio di una scelta del draft non rivelata.

## Vittorie e premi
Nessuno

## Statistiche
| Partite totali             | 23 |
| Partite totali da titolare | 23 |

Statistiche aggiornate alla stagione 2013